# William Gull
Sir William Gull, I baronetto di Brook Street (Colchester, 31 dicembre 1816 – Londra, 29 gennaio 1890), è stato un medico britannico.

## Biografia
Era il più giovane di 8 figli. Inizialmente non interessato alla medicina, fu grazie a Benjamin Harrison che cambiò idea. Si sposò con Susan Anne Lacy nel 1848 ed ebbe da lei 3 figli: Caroline Cameron, Cameron e William Cameron. Gull fu assistente medico nell'ospedale Guy, nel 1851. Nel 1858 divenne medico e rimase in quell'ospedale sino al 1871. Sempre nel 1871 ebbe la fortuna di riuscire a curare il principe del Galles, diventando medico di consulto.
Nel 1873 scoprì quello che in seguito verrà chiamato ipotiroidismo. I suoi lavori risalgono tutti agli anni in cui si trovava nell'ospedale: pubblicò diversi scritti sul colera, la febbre reumatica ed altro. Alla sua morte si trovò un'enorme fortuna (per l'epoca) in denaro. Fu anche uno dei medici sospettati di essere Jack lo squartatore.